# Oscar Ustari
Oscar Alfredo Ustari (* 3. července 1986) je argentinský fotbalista, který hraje jako brankář za americký klub Inter Miami hrající v Major League Soccer.
Kariéru začal v CA Independiente. Většinu jí strávil ve Španělsku, hlavně v Getafe, kde ale jeho působení poznamenala zranění. Několik sezón odehrál také v mexické Liga MX.
Ustari je bývalým reprezentantem Argentiny, byl součástí týmu na Mistrovství světa ve fotbale 2006, v roce 2008 získal zlatou medaili z LOH.